# Датские дворцы
Датские дворцы — ювелирное яйцо, одно из пятидесяти двух императорских пасхальных яиц, изготовленных фирмой Карла Фаберже для русской императорской семьи. Оно было создано и передано императору Александру III в 1890 году, который подарил его своей супруге, императрице Марии Фёдоровне, на Пасху.
Яйцо находится в собственности фонда Матильды Геддингс Грей (англ. Matilda Geddings Gray Foundation) и с 22 ноября 2011 года до 30 ноября 2021 года экспонируется в Нью-Йорке в Метрополитен-музее.

## Дизайн
Снаружи яйцо оформлено розово-лиловой эмалью, разделённой золотыми полосками на двенадцать секций. Шесть вертикальных линий и три горизонтальные линии инкрустированы огранёнными розой бриллиантами. На каждом из пересечений линий расположены изумруды, а на вершине яйца располагается медальон с листьями, распускающимися вокруг звёздчатого сапфира в форме кабошона. С обратной стороны яйца расположены листья с орнаментами, выполненными при помощи чеканки.

## Сюрприз
Яйцо имеет механизм открытия для получения 10-панельной ширмы, изготовленной из разноцветного золота с акварелями на перламутре. Панели огранены округлыми золотыми венцами на верху и греческими меандрами снизу. Все акварели выполнены Константином Крыжицким и датированы 1889 годом. На миниатюрах изображены императорские яхты Полярная звезда и Царевна; Замок Бернсторф в Копенгагене; Императорская вилла в парке Фреденсборг рядом с замком Фреденсборг; дворец Амалиенборг в Копенгагене; замок Кронборг в городе Хельсингёр; дворец Коттедж в Петергофе; Гатчинский дворец рядом с Санкт-Петербургом.

## История
Александр III получил яйцо «Датские дворцы» из магазина Фаберже 30 марта 1890 года и подарил его своей супруге Марии Фёдоровне 1 апреля того же года. Стоимость подарка составляла 4260 серебряных рублей. В январе 1893 года яйцо находилось в Гатчинском дворце и пробыло там вплоть до революции 1917 года.
В 1917 году оно вместе с другими императорскими яйцами было отправлено в Оружейную палату Кремля. В начале 1922 года яйцо было передано в Совнарком, а затем снова было возвращено в Оружейную палату летом 1927 года.
Яйцо «Датские дворцы» вместе с 11 другими было выбрано для продажи за пределы СССР в апреле 1930 года и в том же году было продано Виктору Хаммеру за 1500 рублей. В галерее Хаммера ювелирное яйцо было выставлено на продажу в 1935 году за $25 000, а между февралём 1936 и ноябрём 1937 года оно было продано Николасу Х. Людвигу из Нью-Йорка. Яйцо находилось в частных коллекциях между 1962 и 1971 годами, когда оно было обнаружено в коллекции умершей Матильды Геддингс Грей. C 1972 года яйцо находится в собственности фонда Матильды Геддингс Грей и выставляется в Музее Чиквуд города Нашвилл.